# Mirza Šarić
Mirza Šarić (* 4. Dezember 1974 in Banja Luka, SFR Jugoslawien) ist ein kroatischer Handballtrainer. Als aktiver Handballspieler wurde der 1,92 m große Linkshänder überwiegend im rechten Rückraum eingesetzt.

## Spielerlaufbahn

### Verein
Mirza Šarić spielte in Kroatien für den RK Zagreb, mit dem er 1992 und 1993 die kroatische Premijer Liga, den kroatischen Pokal sowie den Europapokal der Landesmeister gewann. Für die Saison 1993/94 wechselte er nach Frankreich zu HB Vénissieux Rhône-Alpes. Anschließend kehrte er nach Zagreb zurück und gewann zweimal in Folge das Double in Kroatien. Ab 1996 spielte er wieder in Frankreich für US Ivry HB. Mit Ivry gewann er 1997 die Meisterschaft. Im Sommer 1998 wechselte er zum deutschen Bundesligisten LTV Wuppertal, den er nach einer Saison Richtung Spanien verließ. Mit Ademar León erreichte er das Finale im spanischen Königspokal. Ab 2000 lief Šarić wieder für Ivry auf. In der Saison 2003/04 war er für Villeurbanne HA aktiv. Die folgende Spielzeit verbrachte er beim Schweizer Verein TV Suhr. Die Saison 2005/06 stand er beim französischen Klub USAM Nîmes Gard unter Vertrag. Nachdem er eineinhalb Spielzeiten in Italien bei Pallamano Prato gespielt hatte, wechselte er im Februar 2008 nach Portugal zum FC Porto. Im Sommer 2008 beendete er zunächst seine Spielerlaufbahn, ehe er ein Jahr darauf beim französischen Verein Pays d’Aix UC sein Comeback gab.

### Nationalmannschaft
Mit der kroatischen Nationalmannschaft gewann Mirza Šarić bei der Weltmeisterschaft 1995 die Silbermedaille. Bei der Weltmeisterschaft 1999 kam die Mannschaft auf den 10. Platz.
Er bestritt 44 Länderspiele.

## Trainerlaufbahn
Šarić blieb zunächst beim Pays d’Aix UC, wo er im Nachwuchsleistungszentrum arbeitete sowie in der Saison 2013/14 Assistenztrainer der ersten Mannschaft wurde. Ab 2019 war er Assistenztrainer bei Tremblay-en-France Handball.